# José María Rangel

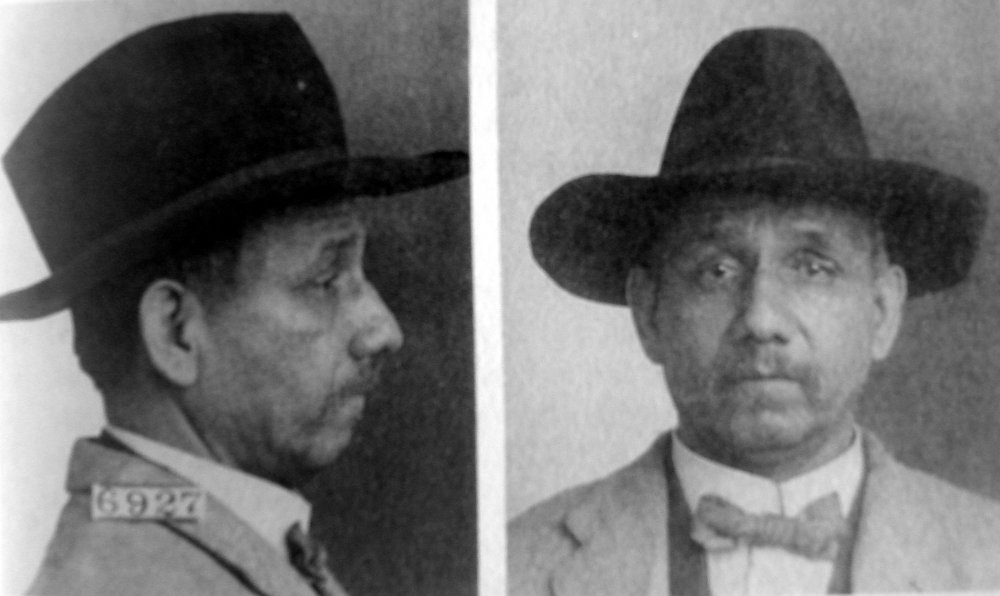
Jesús María Rangel preso en 1908.

José María Rangel o Jesús María Rangel, guerrillero militante del Partido Liberal Mexicano, fue parte de la Confederación de Grupos del Ejército Liberal, combatió contra la dictadura de Porfirio Díaz y contra los gobiernos federales emanados durante los primeros años de la Revolución mexicana de 1910. 
En 1908 participó en la insurrección libertaria del Partido Liberal en Las Vacas (hoy Acuña), Coahuila.
Durante un enfrentamiento con maderistas en la hacienda de Santo Domingo, Chihuahua en 1911, fue apresado junto con otros liberales y conducido herido a Ciudad Juárez, donde otro grupo de guerrilleros intentó liberarlos del hospital el 13 de agosto sin obtener éxito. Rangel y otros liberales presos fueron trasladados a la Ciudad de México acusados de agitar a la población.
En 1912, José M. Rangel fue el encargado de llevar la correspondencia entre Ricardo Flores Magón y Emiliano Zapata. Cuando Rangel es liberado de la Cárcel de Belén en la Ciudad de México se dirige al cuartel de Zapata en el Estado de Morelos, ahí recibe la propuesta de que Regeneración se edite en territorio zapatista, y parte hacia el norte para encontrarse con la Junta Organizadora del Partido Liberal Mexicano.
En 1922 permanecía como prisionero político en los Estados Unidos. Fue liberado en agosto de 1927 junto con otros liberales, y regresó a México donde hizo declaraciones aludiendo que las iniciativas revolucionarias de Ricardo Flores Magón y el Partido Liberal Mexicano de 1906 y 1911 se hicieron por la Bandera de México, la cual había pasado de mano en mano hasta llegar a los presidentes Álvaro Obregón, Plutarco Elías Calles y el líder obrero Luis N. Morones, personajes a quienes supuestamente debía su libertad y regreso a México. Cosa que Librado Rivera desmintió y llamó a Rangel traidor pues éste sabía que los objetivos anarquistas del PLM eran completamente distintos a los gobiernos militares de esos dos presidentes, además de que su libertad se debía la presión ejercida por los obreros y distintos comités de defensa que desde años atrás exigieron al gobierno su excarcelación.